# Pater Cvek
Pater Cvek je hrvatski dokumentarni film iz 2001. godine. Govori o poznatome hrvatskom isusovcu Antunu Cveku, svećeniku, karitativnom radniku, socijalnom radniku i humanitarcu, osnivaču katoličke udruge Kap dobrote. Snimljen je po scenariju Andree Čakić i u režiji Srđana Segarića. Film traje pola sata.
Snimljen u produkciji HRT-a. Filmska ekipa: organizator Dinko Bilanović, rasvjeta Jozo Jelčić, tonski snimatelj Josip Laća, sinkronizacija Željko Grgurić, montažer Zoltan Wagner, snimatelj Dragan Ruljančić, asistentica redatelja Mirna Slijepčević, scenaristica Andrea Čakić, redatelj Srđan Segarić. Producent Dokumentarnog programa HRT-a Hrvoje Habeković. Urednik Dokumentarnog programa Miroslav Mikuljan.

## Vanjske poveznice
- Youtube, kanal sveci.net Dokumentarni film Pater Cvek